# Rüdiger Hoffmann (Kabarettist)

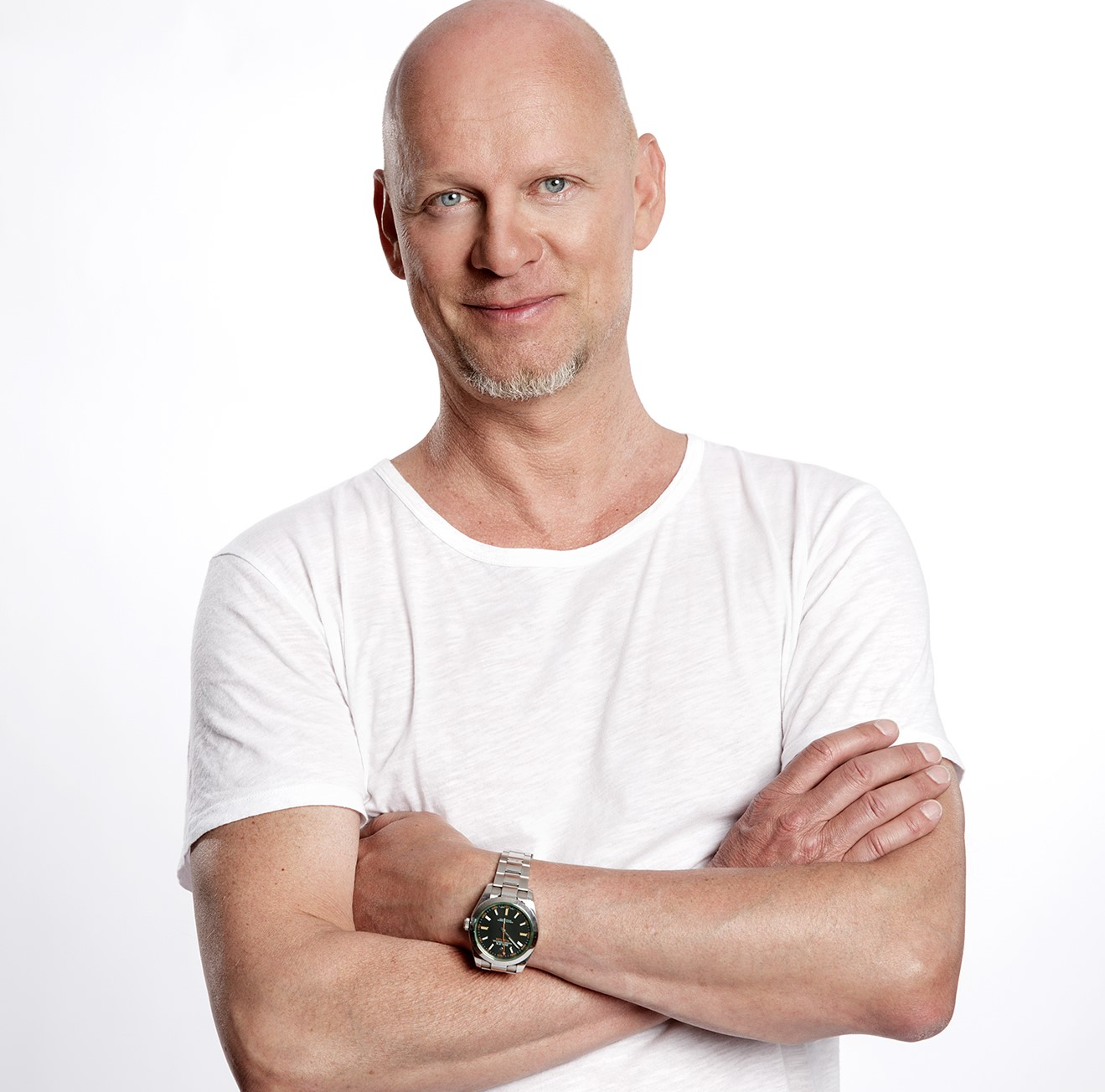
Rüdiger Hoffmann

Rüdiger Hoffmann (* 30. März 1964 in Paderborn) ist ein deutscher Kabarettist und Musiker.

## Leben
Rüdiger Hoffmann wuchs in Paderborn auf und besuchte dort das Reismann-Gymnasium. Schon während der Schulzeit trat er mit mehreren Rock- und Theatergruppen auf, u. a. gemeinsam mit Ralf Kabelka in einer Kabarettgruppe mit dem Namen „Die Pappnasen“. Nach dem Abitur begann er, Musik für das Lehramt zu studieren. Nach Abbruch des Studiums trat er mehrere Jahre lang bei verschiedenen kleineren Veranstaltungen auf.
Bekannt wurde er Anfang der 1990er Jahre unter anderem durch gemeinsame Auftritte mit Jürgen Becker und in der Sendung Quatsch Comedy Club auf ProSieben. Er war auch einer der Stammgäste in der Comedy-Serie RTL Samstag Nacht. Am 12. August 1995 trat er im Vorprogramm der Voodoo Lounge Tour der Rolling Stones beim Schüttorfer Open-Air auf. In der Komödie 7 Zwerge – Männer allein im Wald aus dem Jahre 2004 spielte er die Rolle des Zauberspiegels, ebenso im Nachfolgefilm von 2006, 7 Zwerge – Der Wald ist nicht genug. Seit 2004 hat Hoffmann vereinzelte Auftritte in der RTL-Comedy-Improvisationsshow Frei Schnauze.
Seine Markenzeichen sind eine sehr langsame und entspannte Sprechweise, trockener Humor und der unverwechselbare Eingangssatz: „Ja, hallo erst mal! Ich weiß gar nicht, ob Sie’s wussten, aber …“. Ein weiteres Markenzeichen ist ein Stuhl, allerdings gibt es auch Auftritte, bei denen er steht. Gelegentlich begleitet er sich selbst am Klavier.
2007 brachte Hoffmann sein erstes rein musikalisches Album Sex oder Liebe heraus. Neben normalen Pop-Songs spielte er auch härtere Rhythmen. Der Song Testosteron ist stark an die Band Rammstein angelehnt. 2010 trat er im Circus Roncalli auf, wo er sein Programm „Das Beste aus 25 Jahren“ präsentierte, das aufgezeichnet und auf DVD veröffentlicht wurde.
Rüdiger Hoffmann ist seit 1998 verheiratet, seit 2007 Vater eines Sohnes und wohnt in Bonn.

## Veröffentlichungen

### Kabarett-Alben
| Jahr | Titel                | Höchstplatzierung, Gesamtwochen, AuszeichnungChartsChartplatzierungen (Jahr, Titel, Platzierungen, Wochen, Auszeichnungen, Anmerkungen) | Anmerkungen |
| Jahr | Titel                | DE | Anmerkungen |
| ---- | -------------------- | --- | ----------- |
| 1995 | Der Hauptgewinner    | DE18 Gold · (37 Wo.)DE |             |
| 1998 | Asien. Asien.        | DE11 (14 Wo.)DE |             |
| 2000 | Ich komme …!         | DE29 Gold · (19 Wo.)DE |             |
| 2003 | Ekstase              | DE32 (5 Wo.)DE |             |
| 2006 | Das Beste vom Besten | DE66 (2 Wo.)DE |             |
| 2007 | Sex oder Liebe       | DE49 (2 Wo.)DE |             |

Weitere Kabarett-Alben
- 1997: Es ist furchtbar aber es geht (mit Jürgen Becker)
- 2005: Kostbarkeiten – Das Beste aus 5 Programmen
- 2007: Der Atem des Drachen
- 2010: Das beste aus 25 Jahren
- 2010: Obwohl
- 2015: Aprikosenmarmelade
- 2016: Ich hab’s doch nur gut gemeint

### Filme
- 2004: 7 Zwerge – Männer allein im Wald
- 2006: 7 Zwerge – Der Wald ist nicht genug
- 2016: Zoomania als Faultier Flash (Synchronstimme)

### Gastauftritte
- 1993: RTL Samstag Nacht (1 Folge)
- 1995: Wetten, dass..? (1 Folge)
- 2000: Millionär gesucht! – Die SKL-Show (1 Folge)
- 2000: Die große Show der Sieger (1 Folge)
- 2000: Ja uff erstmal … – Winnetou unter Comedy-Geiern (Bühnenspiel – als Winnetou)
- 2000/09: Beckmann (2 Folgen)
- 2003/04: Verstehen Sie Spaß?, als er selbst (2 Folgen)
- 2003–2007: Johannes B. Kerner (3 Folgen)
- 2003–2012: TV total (9 Folgen)
- 2003–2008: Genial daneben – Die Comedy Arena (7 Folgen)
- 2004: Comedy Hot Shot 2004
- 2005: Red Nose Day (1 Folge, 2005)
- 2005: Frei Schnauze
- 2005: Schillerstraße (3 Folgen)
- 2005: 7 Tage, 7 Köpfe (2 Folgen)
- 2005/2007: Quatsch Comedy Club (4 Folgen)
- 2005, 2013: NDR Talk Show (2 Folgen)
- 2006: Volle Kanne (1 Folge)
- 2006/07: Unsere Besten (2 Folgen)
- 2007: Lafer, Lichter, Lecker (1 Folge)
- 2007: Riverboat (1. Folge)
- 2007: Tietjen und Hirschhausen (1 Folge)
- 2007: Mitternachtsspitzen (1 Folge)
- 2008: Der große Comedy Adventskalender
- 2009: Kölner Treff (1 Folge)
- 2010: Cindy aus Marzahn und die jungen Wilden
- 2014: Bülent und seine Freunde (1 Folge)
- 2019: Riverboat (2. Folge)

### Publikationen
- mit Andreas Hutzler: Die menschliche Tragödie. Liebe, Sex, Beziehung, Kinder und was noch so alles schiefgehen kann. Ullstein, Berlin 2022, ISBN 978-3-5480-6620-2.

## Auszeichnungen
- 1989: St. Ingberter Pfanne
- 1994: Salzburger Stier
- 1999: Goldene Europa in der Kategorie Comedy
- 1999: Echo in der Kategorie Comedy